# Nya Zeelands nationalparker
Nya Zeelands nationalparker täcker ett område på mer än 30 000 km² av Nya Zeeland. Det finns fyra på Nordön, nio på Sydön och en på Stewart Island. Den största nationalparken är Fiordland med drygt 12 600 km². Den äldsta, Tongariro, inrättades 1887 och den högst belägna, med 19 toppar över 3 000 m ö.h., är Aoraki/Mount Cook.